# Romain Rambier
Romain Rambier est un footballeur français né le 29 août 1981 à Montpellier. Il évolue au poste de défenseur et est international de football de plage.

## Biographie
Romain Rambier intègre le centre de formation du Montpellier HSC en 1995. Non retenu par son club formateur, il joue ensuite trois saisons en Espagne au Racing de Ferrol puis au FC Carthagène.
Il s'engage en 2005 au FC Libourne avec qui il connait la montée en Ligue 2 mais il quitte le club pour se rapprocher de sa région d'origine. 
Il rejoint alors le FC Sète qu'il quitte après la relégation administrative. Durant l'été, il participe aux éliminatoires de la Coupe du monde de football de plage de 2009 avec l'équipe de France de beach soccer. Éric Cantona et Henri Michel lui parlent alors de Stéphane Paille et Rambier signe à Evian TG.
Il connaît une seconde accession en Ligue 2 avec ce club puis signe à l'AS Cannes dont il devient le capitaine.
Il effectuera en septembre 2013 à l'AS Frontignan AC un court passage au club avant d'arrêter pour des raisons personnelles.

## Palmarès
- Deuxième du groupe 1 du Championnat d'Espagne de division 3 en 2004 avec le Racing de Ferrol
- Champion de France de National en 2010 avec Évian Thonon Gaillard.